# تيري لي (لاعب كريكت)
تيري لي (31 أغسطس 1940 في أستراليا - ) (بالإنجليزية: Terry Lee)‏ هو لاعب كريكت أسترالي. لعب مع فريق جنوب ويلز الجديد للكريكت ‏.

## وصلات خارجية
- تيري لي (لاعب كريكت) على موقع إي آس بي آن كريك إنفو (الإنجليزية)